# Koellikerina taiwanensis
Koellikerina taiwanensis är en nässeldjursart som beskrevs av Xu, Huang och Chen 1991 . Koellikerina taiwanensis ingår i släktet Koellikerina och familjen Bougainvilliidae. Inga underarter finns listade i Catalogue of Life.